# Come fiamma
Come fiamma è l'album d'esordio del cantante christian metal Fratello Metallo, pubblicato nel 1990.

## Tracce
1. È una storia
2. Primissimo istante
3. Dove vivi?
4. Malata d'amore
5. Dialogo
6. Burrasca
7. Lasciarsi amare
8. Sigillo
9. Come fiamma
10. Carne-divinità